# Sequel to the Diamond from the Sky
Sequel to the Diamond from the Sky er en amerikansk stumfilm fra 1916 af Edward Sloman.

## Medvirkende
- William Russell som Arthur Stanley / Blair Stanley.
- Rhea Mitchell som Esther Stanley / Vivian Stanley.
- Dodo Newton som Arthur Stanley.
- William Tedmarsh som Quabba.
- Orral Humphrey som Marmaduke Smythe.